# Jean Gilletta
Jean Gilletta (1. května 1856, Levens, Francie – 4. února 1933) byl francouzský fotograf a nakladatel, který vydával pohlednice. Působil v oblastech Nice, Provence-Alpes-Côte d'Azur a Ligurie.

## Galerie

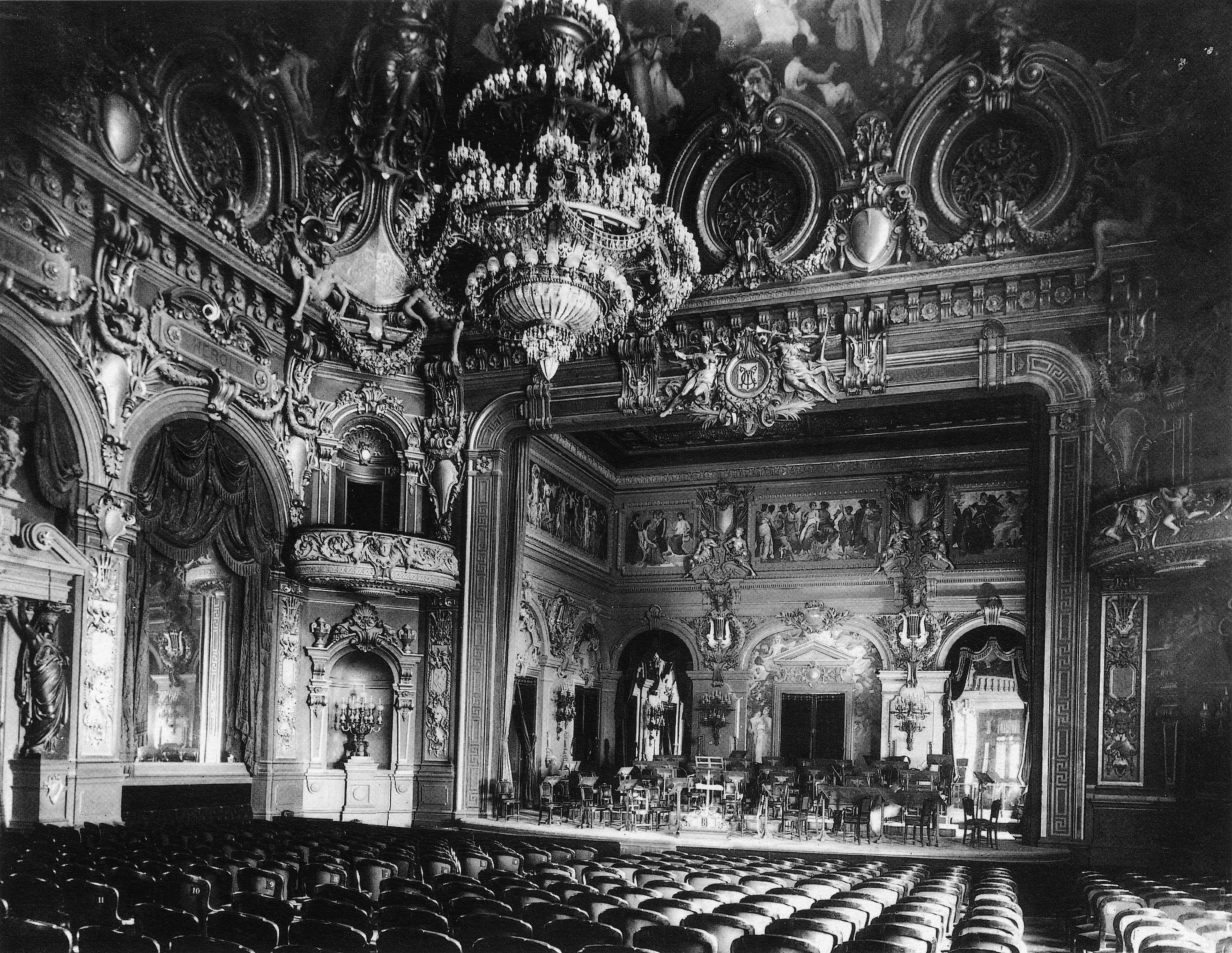
Opera, Casino Monte Carlo, Monako
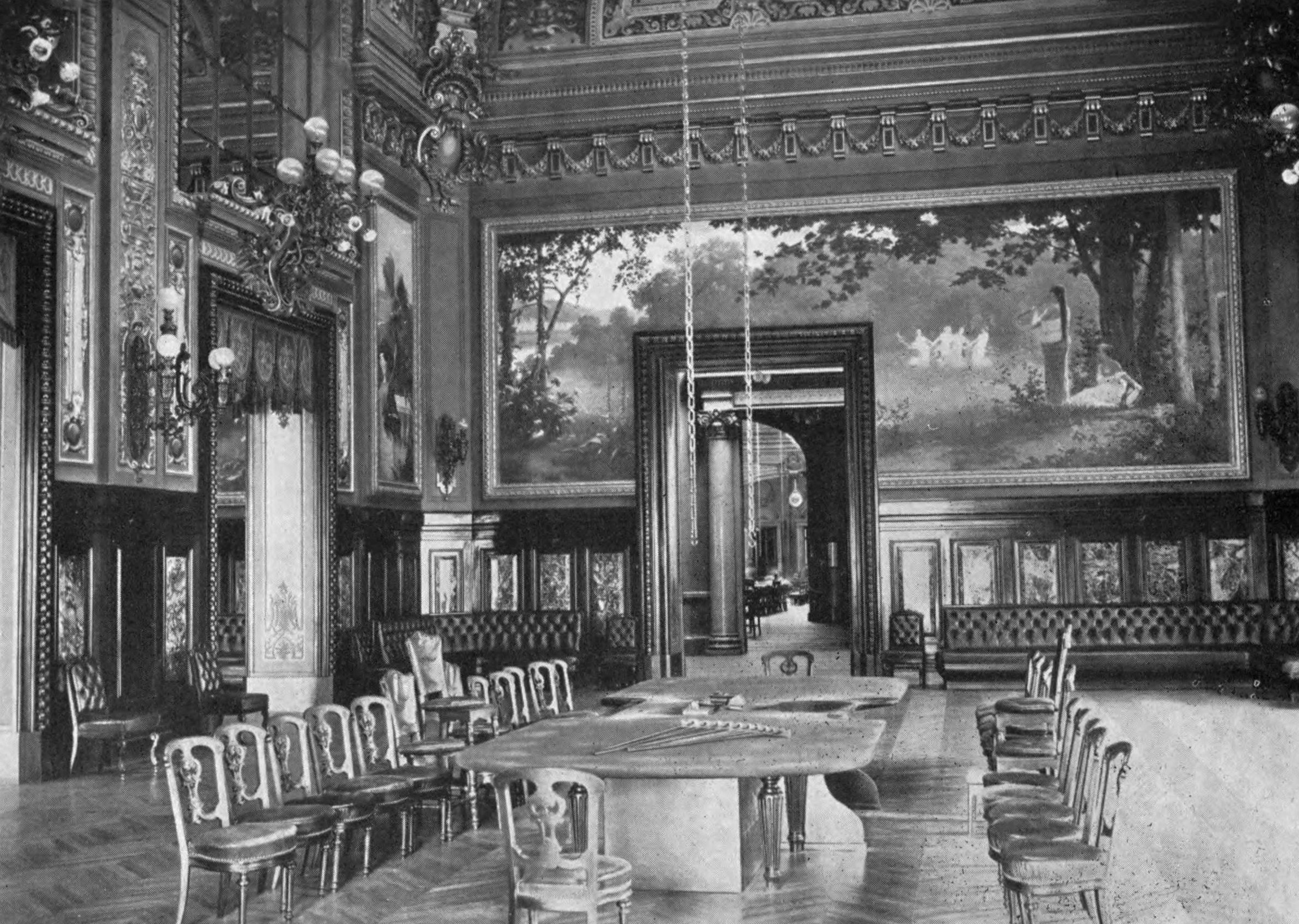
Hráčský salón, Casino Monte Carlo, Monako
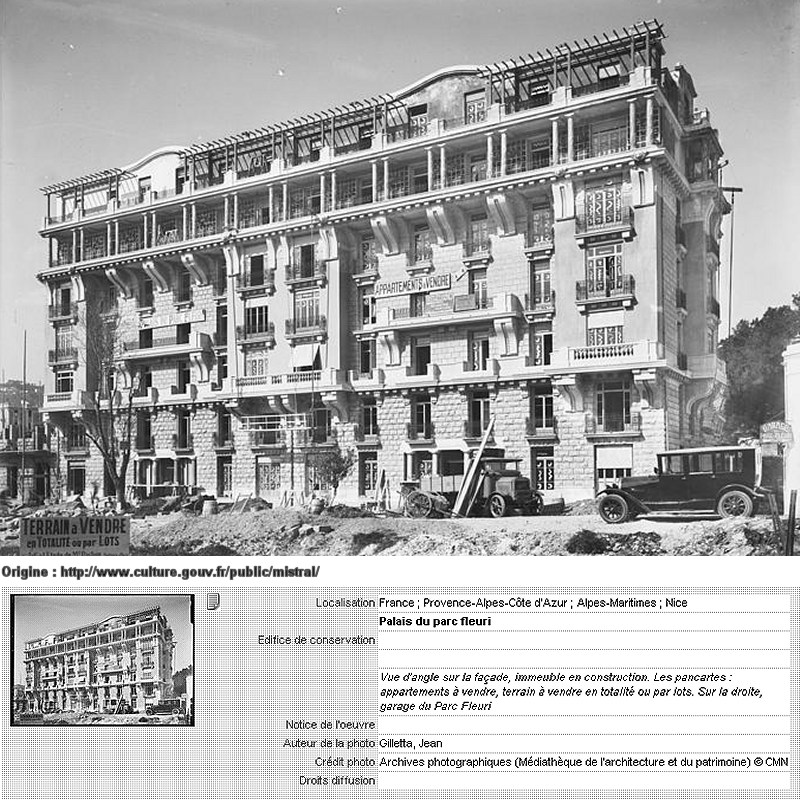
Palais Parc fleuri, ulice Paul-Bounin, čtvrť Saint-Barthélemy, celkový pohled během výstavby, asi 1924
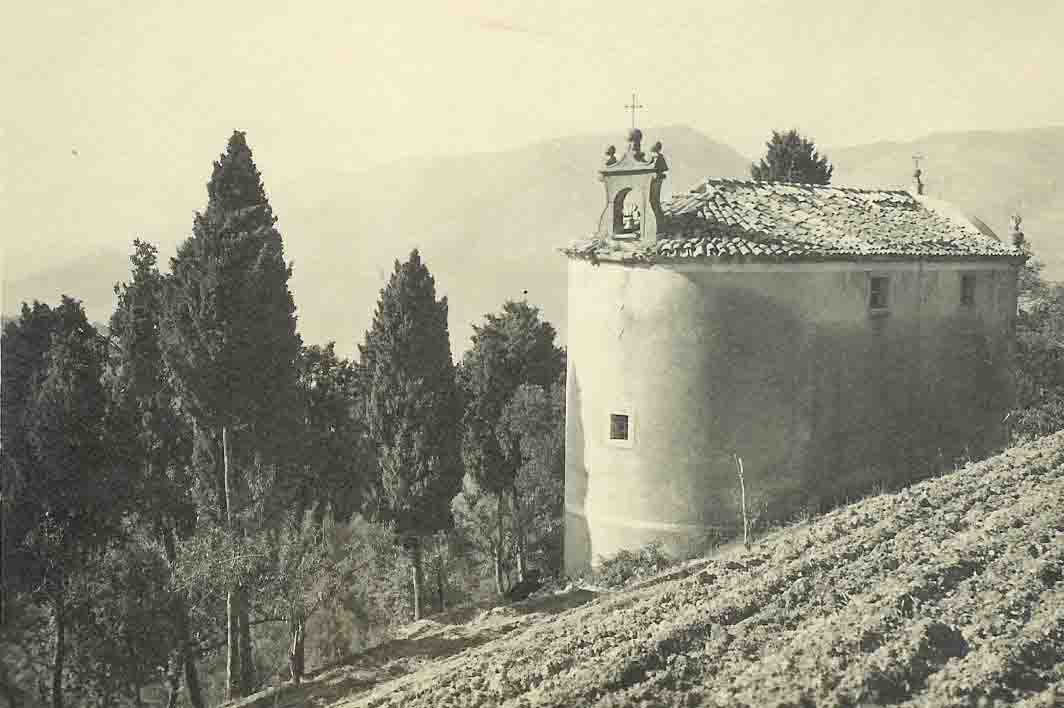
Kaple svatého Josefa
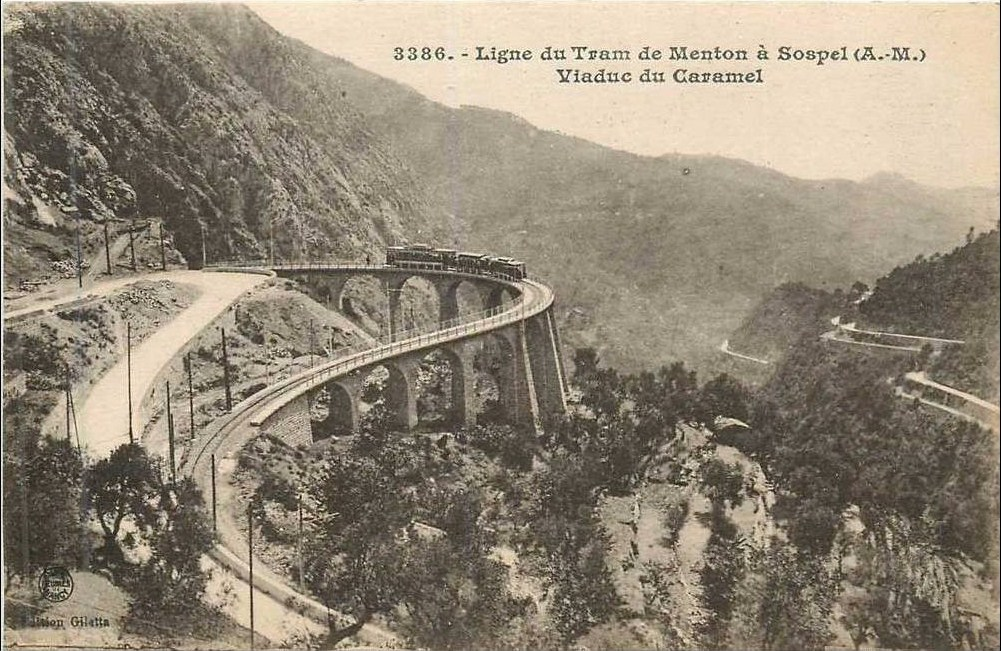
Viadukt pro tramvaj mezi Mentonem a Sospel (Alpes-Maritimes, Francie)
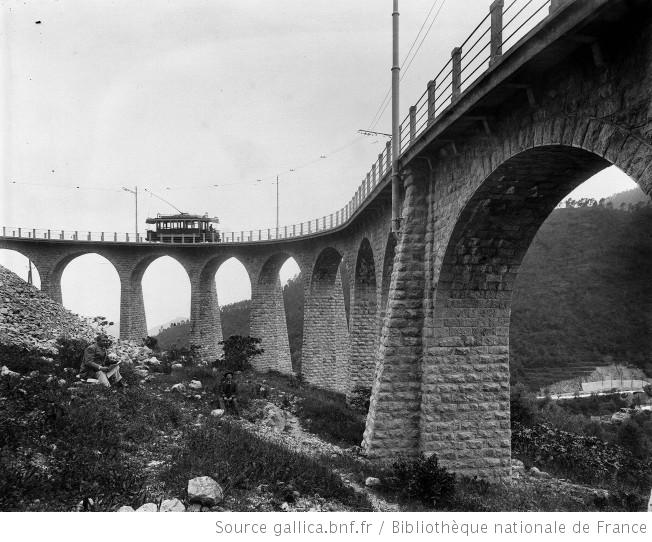
Detail
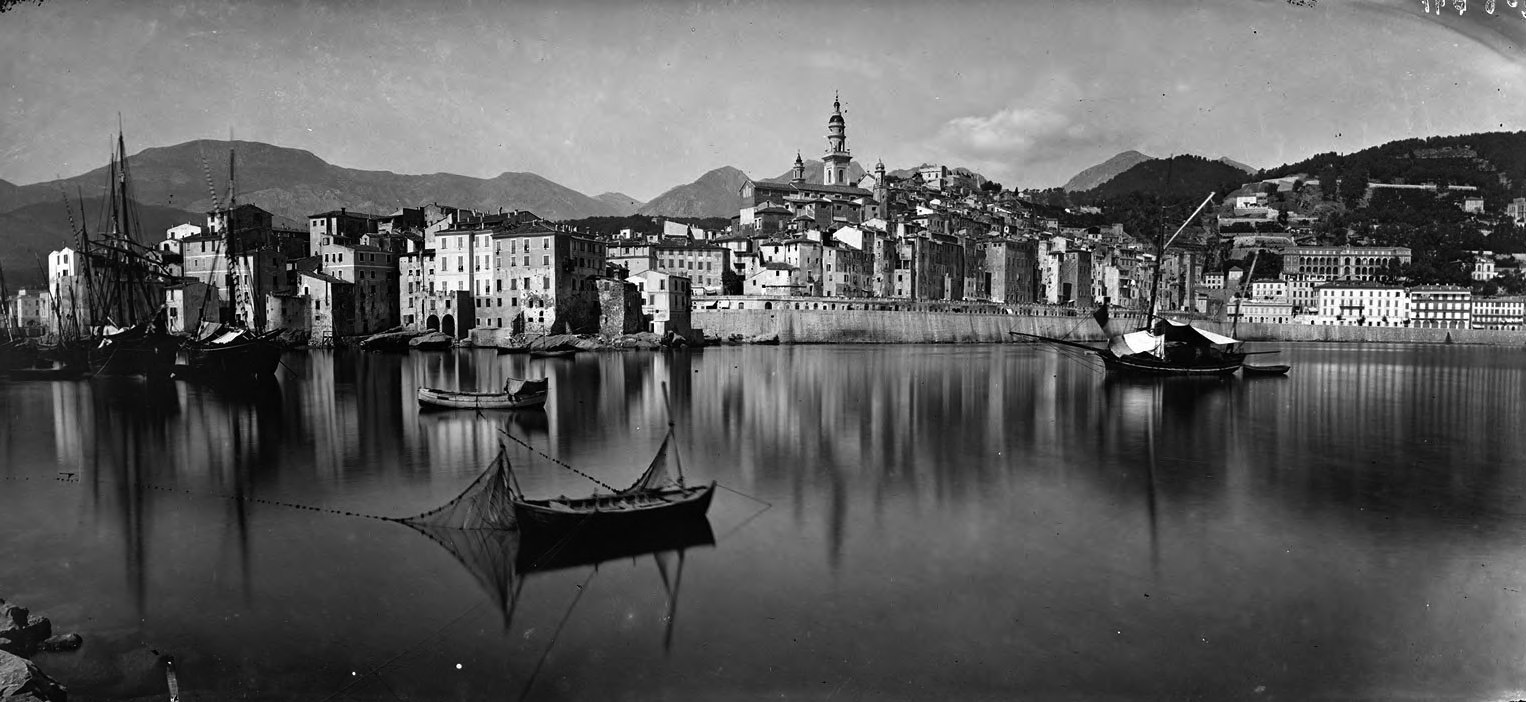
Mentonský přístav, Francie